# Baladia
Baladia (em árabe: بلدية; romaniz.: Baladiyah; pl. بلديات, baladiyat) é um tipo de divisão administrativa árabe que pode ser traduzida como "município".